# Harry S. Truman (Schiff)
Die USS Harry S. Truman (CVN-75) ist der achte Flugzeugträger der Nimitz-Klasse der US Navy. Sie trägt den Namen des 33. US-Präsidenten, Harry S. Truman (1884–1972). Sie wurde in der Werft Newport News Shipbuilding am 29. November 1993 auf Kiel gelegt und am 7. September 1996 getauft.
Derzeit ist das Carrier Air Wing Three (CVW-3) auf der USS Harry S. Truman stationiert, ihr Heimathafen ist die Naval Station Norfolk.
Wie die John C. Stennis absolvierte auch die Harry S. Truman zuletzt bei Norfolk Naval Shipyard in Portsmouth, Virginia, eine elfmonatige PIA-Überholung. Am 11. April 2018 ist die USS Harry S. Truman zusammen mit ihrer Flugzeugträgerkampfgruppe zu einer Mission in Richtung Europa und Naher Osten aufgebrochen. Zeitweise stand eine Außerdienststellung im Jahr 2024 zur Debatte. Im Februar 2024 unterlief das Schiff einer RCOH. Das Schiff soll bis in die 2060er Jahre in Betrieb bleiben.
Wegen des Ukrainekonflikts wurde die USS Harry S. Truman auch über den ursprünglich angedachten Zeitraum hinaus noch im Frühjahr 2022 in europäischen Gewässern gehalten. Im Oktober 2024 nahm die USS Harry S. Truman an der NATO-Übung Neptune Strike 2024 teil und kreuzte in diesem Rahmen auch in der Nordsee.

## Einsätze
- 2000–2001 und 2002: Operation Southern Watch (Überwachung der Flugverbotszonen im Irak)
- 2003: Operation Iraqi Freedom (Unterstützung des Irak-Krieges)
- 2004–2005: Persischer Golf
- September 2005: Hilfsaktionen im Zusammenhang mit dem Hurrikan Katrina
- 2007–2008: Operation Iraqi Freedom
- 2010: Operation Enduring Freedom
- 2015/2016: Operation Inherent Resolve in Syrien und im Irak
- 2018: Europa und Naher Osten
- 2024: Beim Einsatz gegen die Huthi-Miliz schoss die Gettysburg am 21. Dezember eine F/A-18 Hornet der USS Harry S. Truman vor der Küste des Jemen mit einer Rakete durch „friendly fire“ ab. Beide Piloten wurden gerettet. Einer trug leichte Verletzungen davon. Beim Einsatz der US-Truppen schoss man mehrere Huthi-Drohnen und einen Marschflugkörper über dem Roten Meer ab.[6]
- 2025: In der Nacht vom 15. auf den 16. März führten US-Truppen massive Luftangriffe auf Huthi-Ziele in der Stadt Sanaa durch. Es sollen mindestens 24 Zivilisten getötet worden sein. Es war der größte Militäreinsatz der USA seit dem Amtsantritt von Donald Trump. Die Angriffe waren eine Reaktion auf die Huthi-Ankündigung, wieder Angriffe auf Schiffe im Roten Meer durchzuführen, um die Hamas bei den stockenden Verhandlungen mit Israel zu unterstützen. Die Angriffe sollen teils von Flugzeugen des Flugzeugträgers, der sich im Roten Meer befindet, ausgeführt worden sein.[7] Im März 2025 flogen die Vereinigten Staaten mehr als 47 Luftangriffe auf mehrere Provinzen im Jemen. Als Reaktion darauf griff die Huthis die Harry S. Truman in zwei Phasen mit ballistischen Raketen, Marschflugkörpern und Drohnen an.[8] Auf diese beiden Angriffe folgte am nächsten Tag ein dritter Angriff.[9] Am 28. April, als die Harry S. Truman von Raketen und Drohnen der Huthis angegriffen wurde, fuhr das Schiff eine harte Ausweichkurve und eine F-18E Super Hornet, die zum Hangar geschleppt wurde und ein Flugzeugschlepper (aircraft tow tractor), fielen über Bord und versanken. Ein Soldat erlitt eine leichte Verletzung, dieser befand sich im Cockpit und sprang aus dem Flugzeug, bevor es über Bord ging. Das Flugzeug hatte einen Wert von mehr als 60 Millionen Dollar.[10] Am 6. Mai ging eine zweite F-18E Super Hornet verloren, als sie das Fangseil bei der Landung verfehlte.[11]